# Moritz, kurfurste av Sachsen
Moritz av Sachsen, född 21 mars 1521, död 11 juli 1553, var en tysk furste av den albertinska grenen av huset Wettin. Han var från 1541 hertig av Sachsen-Meissen och hertig av Sagan 1541–1549, från 1547 även kurfurste av Sachsen.

## Biografi
Moritz var son till hertig Henrik den fromme och Katarina av Mecklenburg och gifte sig år 1541 med Agnes av Hessen, dotter till lantgreve Filip av Hessen (Filip den ädelmodige).
År 1541 efterträdde han sin far som hertig av Sachsen-Meissen och innehavare av den albertinska linjens egendomar i Sachsen kring städerna Dresden, Meissen och Leipzig. Även om han själv var protestant, anslöt sig Moritz i juni 1546 till ett förbund med kejsar Karl V riktat mot schmalkaldiska förbundet, vilket leddes av hans släkting Johan Fredrik I av Sachsen, som var huvudman för den ernestinska linjen av det sachsiska huset och dess länder kring Wittenberg och Weimar. Kejsarens lockbete var löfte om Johan Fredriks kurfurstevärdighet. År 1547 besegrade Moritz och kejsaren i slaget vid Mühlberg de protestantiska trupperna, varefter Moritz fick den tillfångatagne Johan Fredriks kurfurstetitel samt hans landområden kring Wittenberg.
Moritz svärfar Filip av Hessen hölls fången av kejsaren, och Moritz förberedde, sedan han genom förbundet med kejsaren ökat sin makt, de närmaste åren en kupp mot sin förre bundsförvant. Han förband sig 1551 med protestantiska furstar i Tyskland samt med Frankrike och anföll efter mästerligt diplomatiskt förarbete kejsaren 1552. Denne måste fly från Innsbruck och gick samma år med på Passaufördraget, som gav de protestantiska furstarna andrum. Under en kamp följande år mot den med kejsaren allierade Albrekt Alcibiades av Brandenburg-Kulmbach i slaget vid Sievershausen blev Moritz dödligt sårad.
Moritz var en man med ovanlig diplomatisk och militär begåvning, som skickligare än någon annan av sin tids furstar förmådde föra kampen för territorialmaktens bestånd inom Tyska riket. Hans hastiga bortgång var ett slag för den protestantiska, furstliga oppositionen mot kejsarmakten.